# Плам (Пенсільванія)
Плам (англ. Plum) — місто (англ. borough) в США, в окрузі Аллегені штату Пенсільванія. Населення — 27 144 особи (2020).

## Географія
Плам розташований за координатами 40°30′9″ пн. ш. 79°45′9″ зх. д. / 40.50250° пн. ш. 79.75250° зх. д. (40.502471, -79.752630).  За даними Бюро перепису населення США в 2010 році місто мало площу 75,01 км², з яких 74,03 км² — суходіл та 0,98 км² — водойми.

## Демографія
Згідно з переписом 2010 року, у селищі мешкало 27 126 осіб у 10 886 домогосподарствах у складі 7748 родин. Густота населення становила 362 особи/км².  Було 11494 помешкання (153/км²).
Расовий склад населення:
| - 93,9 % — білих - 3,6 % — чорних або афроамериканців - 1,1 % — азіатів - 0,1 % — корінних американців |

До двох чи більше рас належало 1,0 %. Частка іспаномовних становила 0,9 % від усіх жителів.
За віковим діапазоном населення розподілялося таким чином: 22,2 % — особи молодші 18 років, 61,0 % — особи у віці 18—64 років, 16,8 % — особи у віці 65 років та старші. Медіана віку мешканця становила 42,6 року. На 100 осіб жіночої статі у селищі припадало 95,3 чоловіків;  на 100 жінок у віці від 18 років та старших — 91,5 чоловіків також старших 18 років.
Середній дохід на одне домашнє господарство  становив 77 572 долари США (медіана — 67 700), а середній дохід на одну сім'ю — 90 634 долари (медіана — 79 342). Медіана доходів становила 53 242 долари для чоловіків та 43 700 доларів для жінок. За межею бідності перебувало 4,4 % осіб, у тому числі 5,0 % дітей у віці до 18 років та 5,6 % осіб у віці 65 років та старших.
Цивільне працевлаштоване населення становило 14 007 осіб. Основні галузі зайнятості: освіта, охорона здоров'я та соціальна допомога — 27,5 %, роздрібна торгівля — 13,8 %, науковці, спеціалісти, менеджери — 11,0 %, виробництво — 8,7 %.